# مركز تل أبيب للفنون المسرحية
مركز تل أبيب للفنون المسرحية (بالعبرية: המשכן לאומנויות הבמה‏) أو قاعة غولدا للفنون المسرحية (بالعبرية: מרכז גולדה לאומנויות הבמה‏) هو مركز للفنون المسرحية في إسرائيل، ويقع في شارع الملك شاؤول في تل أبيب في إسرائيل. صممه المهندس المعماري الإسرائيلي يعقوب ريختر.
افتتح المركز للجمهور في عام 1994، وهو مقر الأوبرا الإسرائيلية  ومسرح كاميري  ويستقبل حوالي مليون زائر سنويًا. ويقع المجمع بجوار بيت أرييلا (مكتبة البلدية المركزية) ومتحف تل أبيب للفنون، وتقع حديقة دوبنو في الجزء الخلفي من المركز.
يستضيف المركز مجموعة متنوعة من العروض بما في ذلك الرقص والموسيقى الكلاسيكية والأوبرا والجاز، فضلاً عن معارض الفنون الجميلة.